# Constança d'Alagó
Constança d'Alagó i Romeu (segle xiii) va ser una senyora feudal del Regne de València.
Filla de Balasc d'Alagó, el Majordom del Regne d'Aragó amb Jaume I i de Margelina de Baucis, germana d'Artal III d'Alagón, va heretar diversos senyorius, com ara el del castell i la vila de Culla, a les terres del Maestrat.
Junt el seu marit, Guillem III d'Anglesola, baró de Bellpuig, va donar la Carta Pobla a les viles de Culla el 1244 i de Vistabella del Maestrat el 1251.
Va tindre diversos fills. El seu hereu va ser Guillem IV d'Anglesola, a qui li va donar els castells d'Almedíxer i Algímia, així com els llocs de Vistabella del Maestrat, Vilafranca, Atzeneta del Maestrat, Benassal i Culla, la qual vendrà a l'Orde del Temple el 1303. Altres fills seus van ser Mergelina, casada amb el baró de Queralt i Ramon, bisbe de Vic.